# Iniö
Iniö est une ancienne municipalité insulaire de l'extrême sud-ouest de la Finlande, dans la région de Finlande du Sud-Ouest.
Le 1er janvier 2009, les communes de Nagu, Houtskär, Iniö, Korpo et Pargas ont fusionné pour former la ville nouvelle de Väståboland.
L'ancienne municipalité consiste en un petit archipel de plus de 1 000 îles et 700 km de côte, à l'entrée du Golfe de Botnie. Elle est très typique de l'immense archipel finlandais. Très peu peuplée, elle ne garde que 250 habitants environ au cœur de l'hiver, mais multiplie par 6 sa population en été.

## Liens internes

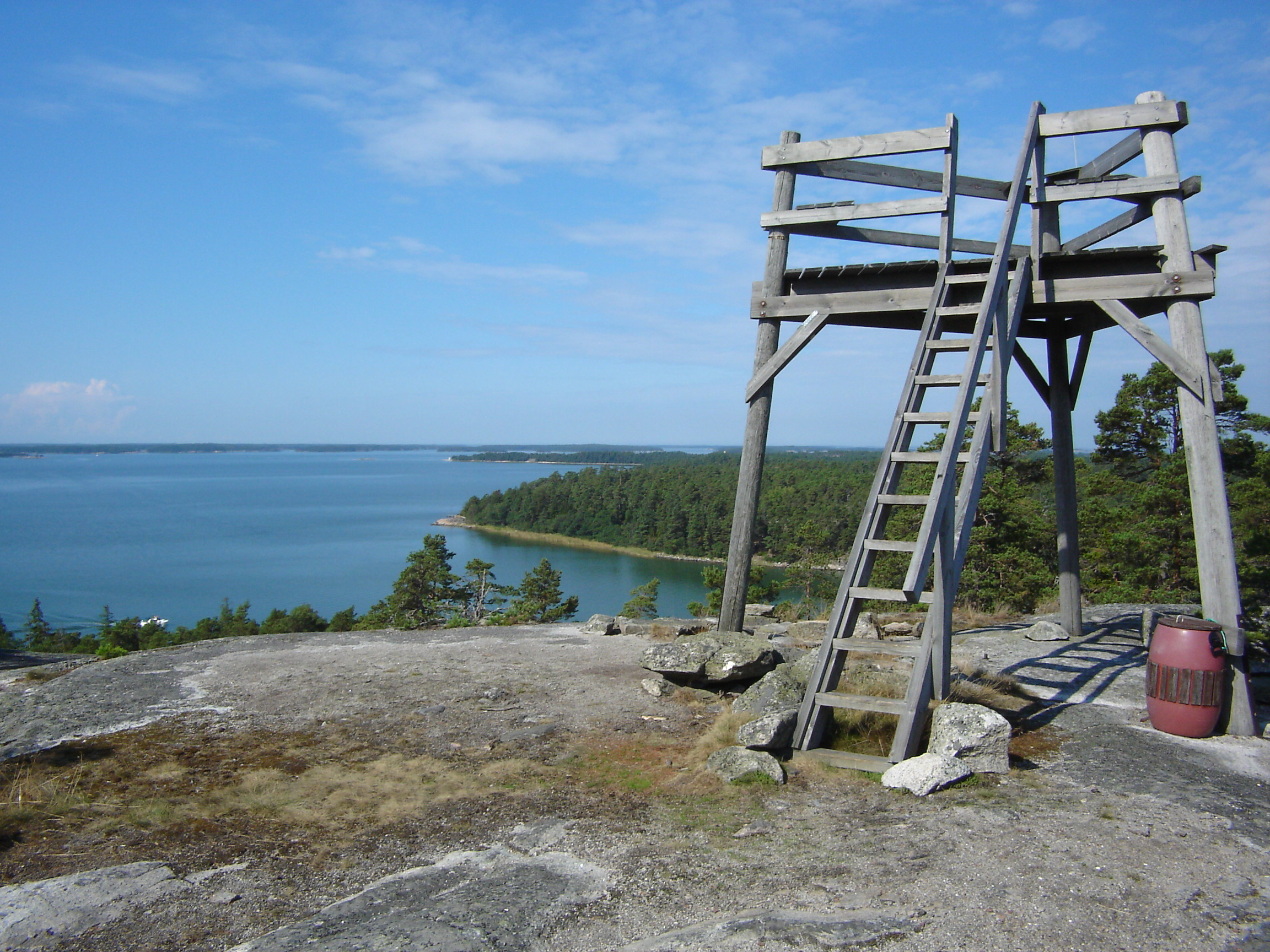
Vue depuis le mont Kasberg, point culminant de l'archipel (40 m)

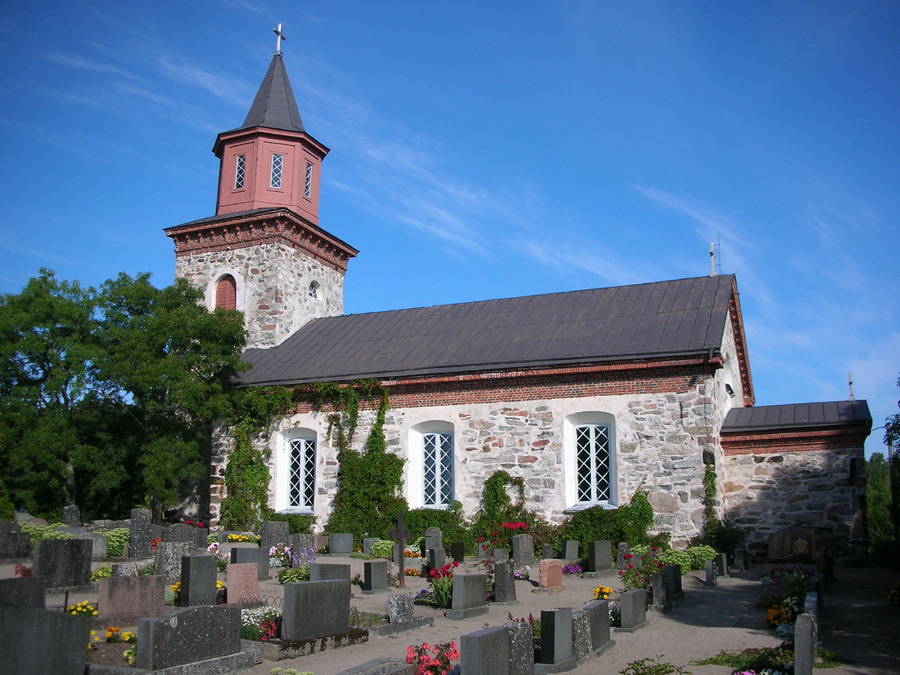
L'église d'Iniö.